# Aulus Claudi Càrax
Aulus Claudi Càrax (en grec antic: Χάραξ, llatí: Aulus Claudius Charax) fou un senador i magistrat romà natural de Pèrgam conegut també per la seva obra com a historiador. Va ser cònsol sufecte l'any 147, i anteriorment havia tengut altres càrrecs com a magistrat coneguts per diverses inscripcions.
Es coneixen dues obres historiogràfiques de la seva autoria: unes Hel·lèniques' (Ἑλληνικά), en 40 llibres; i una Crònica (Χρονικά), que tenia, pel cap baix, 16 llibres. Totes dues obres són molt citades per Esteve de Bizanci. D'altra banda, la Suïda en cita un epigrama: εἰμὶ Χάραξ ἱερεὺς γεραρῆς ἀπὸ Περγαμοῦ ἀκρῆς ('soc Càrax, el sacerdot venerable, natural de l'elevada Pèrgam'). Evagri d'Epifania diu que era d'aquells escriptors que barrejaven la història amb la faula.